# 銀牙伝説WEEDオリオン
『銀牙伝説WEEDオリオン』（ぎんがでんせつウィードオリオン）は、高橋よしひろによる日本の漫画作品。『銀牙伝説WEED』の続編として、『週刊漫画ゴラク』（日本文芸社）にて2009年7月24日発売号から連載開始し、2014年4月25日発売号にて第一部完結。物語は前作最終話の数週間後から始まっている。前々作『銀牙 -流れ星 銀-』のような年月の間隔はなく、前作と直結した物語になっている。
続編に 『銀牙〜THE LAST WARS〜』がある。

## あらすじ
奥羽軍は幾多の危険な闘いを経て、楽園・二子峠で平穏な生活を送っていた。
そんなある日、突如発生した大地震による奥羽山脈の火山爆発で、二子峠は壊滅的な打撃を被る。ウィードはメルや狂四郎と共に、旧奥羽軍の面々は銀と赤目を先導として二手に別れ、二子峠からの脱出を試みるが、そのまま大多数が消息不明となった。
そんな中、永らく影の存在であった牙忍・黒脛巾組（くろはばきぐみ）が天下統一に名乗りを挙げる。筆頭の政宗は圧倒的な力を振りかざし、悲願に向けて進軍を始める。
一方、火山爆発の際、偶然群れから離れて別行動を取っていたウィードの次男・オリオンは叔父・誠の手により一命を取り留める。が、彼の前に待ち受けていたのは、奥羽軍の壊滅によって秩序の乱れた過酷な犬社会との闘いであった。

## 主な登場キャラクター

### 新奥羽軍
オリオン（秋田犬1/4と紀州犬3/4の雑種）
ウィードの次男で、本作の主人公。容貌は赤褐色の毛並みで曽祖父のリキに瓜二つ。前作のラストにて大輔により命名される。生後半年に過ぎない幼犬だが、成犬にも引けを取らないほどに体力、敏捷性、判断力に優れる。リキ、銀、ウィードしか完成させたことのない「絶・天狼抜刀牙（ぜつ・てんろうばっとうが）」も、練習なしの一発で成功させ、技を繰り出した後の唯一の弱点である疲労感もなく、強靭さを見せた。その一方で性格は荒っぽく、口がかなり悪い。正義感は強いが、強敵に向こう見ずに挑んでいく傾向が強く、実際その無鉄砲さから何度か命を落としかけている。野犬のボスとの初陣では勝利を飾っているが、この際は奥羽軍戦士の「殺さず」の掟に背いて結果的に殺害している。
如月の「悪に生きる資格はない」の教えを実践する以蔵らと行動を共にする中でこうした傾向は強化されていったが、シリウスとの再会、カマキリ軍との戦闘を経て、父・ウィードや祖父・銀の持つ「優しさ」に向かう変化の兆しも現れている。
シリウス（秋田犬と紀州犬の雑種）
ウィードの長男で、本作のもう1人の主人公。その名前は狩人オリオンの連れる猟犬を指し、おおいぬ座の1等星の「シリウス」に因んでいる。毛並は銀色の虎毛で、幼い頃のウィードや銀によく似ている。
オリオンや他の弟妹と逸れ、雪山で力尽きていたところをカマキリの息子達に捕まってしまう。当初は「何か情報を持っているかも」といった程度の思惑から生かされていたが、その後は高い洞察力や戦闘力を見せ、カマキリ兄弟からも一目置かれるように。悪に堕ちた訳ではないが、自分を救ったカマキリ兄弟に対する恩義を強く感じ、彼らの部下として行動を共にした。
四国にて、カマキリ軍として奥羽軍と交戦。圧倒的劣勢に追い込まれながらもカマキリを最後までかばい続け、その一貫した他者を思いやる姿勢は、それまで容赦のなかったオリオンの心境に変化をもたらす。
奥羽軍に完膚なきまでに敗北した後も、オリオンから決別の意を告げられながら、カマキリ軍としてカマキリ兄弟と共に同じ道を行くことを決意。曰く「カマキリが歪んでいることを承知しているからこそ、自分が傍にいてやらなくては」とのこと。そして、彼の行動はカマキリ兄弟の心に少なからず光をもたらした。
リゲル（秋田犬と紀州犬の雑種）
ウィードの三男。オリオン座の1等星である「リゲル」から取られた名前。黒い毛並の持ち主。（出会いの経緯などは描かれていないが）輝宗と行動を共にし、戦地を離れ逃亡。自身の師であり、野生で生きていく術を学ばせてくれた輝宗を「じいちゃん」と呼び強く慕っていた。
ウィードの息子だけあってオリオン、シリウス同様に身体能力は高い。逃亡中は輝宗の師事の元、己の実力に磨きをかけ、黒脛巾組の中でも一部の者しか使うことの出来ない必殺技「忍牙刀（にんがとう）」を会得する。その威力は輝宗曰く、「自分はおろか、政宗をも上回る切れ味」と、太鼓判を押す程。後に政宗と対峙した際は二段構えの忍牙刀を披露した。
ベラ（ベラトリクス）（秋田犬と紀州犬の雑種）
ウィードの長女で、四兄妹の末子。同じくオリオン座の一星「ベラトリクス（ベラトリックス）」に肖ってつけられた名前。
争いに巻き込まれるのを防ぐため、白申の兄弟と共に伊賀方面に逃れる。現在は人家にて飼われており、人間からも可愛がられているようだが、親兄弟と離れ離れになった寂しさから、時々涙をこぼすことも。羅々も近所にいる。
寂しさに耐えかねて家を脱走して方角もわからないまま奥羽に向かうが、途中でカマキリ兄弟の母親とその家族と出会い、黒脛巾との戦いがちょうど終わったところで奥羽に無事に帰り着き、親兄弟と再会を果たした。
黒脛巾 山彦（くろはばき やまびこ）(甲斐犬)
輝宗の次男で、政宗の弟。オリオンと同年代の幼犬。後継者争いで邪魔者と判断した政宗軍の刺客(月花・鉄・漆黒)に命を狙われているところをオリオンに救われ、以降は良き友情が芽生えた。強い四国訛りが特徴。
幼年期に、政宗を警戒していた輝宗によって四国の拠点に預けられることに。しばらくして、輝宗の命（実際は政宗の虚言）で故郷を訪れるが、この際に自身が政宗から命を狙われる身であることを知る。兄の愚行を感じてはいたが兄弟同士の争いを嫌い、再び四国に逃れた。
逃れた後、打倒黒脛巾を目論むカマキリが侵略してくるも、山彦の危機を聞きつけたオリオンが奥羽軍を連れて加勢。オリオンらの抜刀牙、小十郎の策略により勝利する。大敗し、負傷者が多数出たカマキリ軍だが、山彦はカマキリを殺すことなく、また、「（カマキリの部下の）負傷者は傷を治してから返す」と、政宗とは正反対の心の広さを見せる。
大敗したカマキリ軍を救うため、シリウスが土下座で求めた救いを受け入れ、連合を組む。さらに、政宗の西への進軍を知り、四国を引き払い奥羽軍の居城となっている伊賀の赤目山へと群れを率いて移動し、奥羽軍とも連合を組む。
ボン（ホワイト・シェパード）
政宗の重臣マテウスの息子。幼犬ながら元マテウス軍のNO.2だった。一人称は「ボク」、「ボクちゃん」。マテウスのことを「パパ」と呼び、甘やかされている。善悪の判断もつかず、部下などに横暴な態度を取るが、物怖じせず張り合ってくるオリオンに対しては友情を感じている。父のマテウスは自分が居城（元々の甲賀忍犬の居城）に連れて来た友達を平然と殺したり、侵略者も殺そうとする姿を当たり前のことだと思っていたが、奥羽軍と接する中で「殺しは悪＝パパは悪人」と、心が揺らぎ、この思いが奥羽軍へと入るきっかけとなる。
奥羽軍がマテウス隊との戦闘の際、甲賀忍犬長老により人質目的で誘拐されるが、本人は「自分の意思で（長老、奥羽軍に）ついてきた」と、語り、以降は奥羽軍に同行。しかし、ワガママっぷりは健在。
父親同様、泳ぎが得意。幼いながら長時間の潜りも簡単にやってのけ、オリオンから感心される（その際、オリオンだけに潜りのコツを教えている）。滝下りも得意で、赤目山の滝で大人相手に滝下りをレクチャーする。
アンディ・バルコム（ジャーマン・シェパード・ドッグ）
銀の盟友であり、奥羽軍の伝説として語り継がれる漢、ジョンの血族（正確にはジョンの兄弟犬の子孫。）。
ジョンのかつての飼い主であった秀俊に飼われていたところを、陣ェ門に保護されていた奥羽軍を解放するため奔走していたリゲル、小鉄と出会い、奥羽軍に合流。奥羽軍が解放された後、自らの意志で秀俊の下を離れ、政宗軍との戦いを目前にした奥羽軍の一員となる。
劇中ではジョンの生き写しのように描写されており、性格は血気盛んで向こう見ず。幼いながら身体能力は高く、自身の障害となる者には容赦ない態度で接し、強敵にも物怖じせず立ち向かう怖いもの知らず。
平造（へいぞう）
福島県の小さな群れに家族（両親、叔父、妹の広子、弟の太一・順八・良直）と共に属してた野犬。奥羽崩壊に伴い、縄張りを広げようと企んでいた鼻白慎吉（はなじろ しんきち）の魔の手から家族を救ってくれたオリオンに深い恩を抱いている。群れの長老が幼いオリオンの護衛役を募った際、自らそれに志願し、オリオンの旅路に同行。何かと暴走気味な行動に出るオリオンを制し、その都度手を焼かされる苦労人（犬）だが、小十郎からは「今時にしてはとても優しい心をお持ちのよう」と評されている。タイソン曰く「単独なら天下一の逃げ足」とのこと。
オリオンと同行することによって、タイソンと共に奥羽軍の一員となる。山彦・カマキリ軍と合流後は東北から向かってくる黒脛巾組の援軍を叩くため、危険を承知で伊賀を出立。群れと以蔵の弟達を福島から伊賀へと導いた。
タイソン
平造と同じ群れに属していた野犬。平造と共にオリオンに同行。
白申（しろざる）（紀州犬）
元伊賀忍犬の頭、赤目の孫を自称。無有と羅々の従兄弟(後に3匹とも兄弟関係になった)。奥羽軍壊滅の噂を聞き遣って来た。彼いわく、赤目は伊賀と甲賀の争いは自分の代で終わらせると誓っており、彼らの父母（つまり赤目の子供）で生後半年に満たないものは人間の飼い犬として里子に出されることになり、生き残ることができたという。一人称は「私」で古風な口調で話す。奥羽の楽園が築かれた頃に出生してることから、10歳以上は経っていると考えられる。 奥羽軍の主力として扱われているが、哲心復帰後は指揮権を譲り控え目な行動をとっている。実戦経験は他の戦士たちと比べて格段にないものの、天性の身体能力で戦っている。
無有（むう）（紀州犬）
同じく赤目の孫を自称。羅々とは兄弟で毛並みは黒。一人称は「拙者」。ベラを保護した後、自分の飼い主の元に匿うために一時奥羽軍から離脱。ベラを預けた後は奥羽軍と合流している。
羅々（らら）（紀州犬)
同じく赤目の孫を自称。無有とは兄弟で毛並みは茶。常に敬語で話すが一人称は「わし」。無有と共にベラを伊賀方面に逃がす。
現在は自身も飼い主の下に戻り、人家で暮らしている。ベラの家とは近所のため、彼女の身に何かがあったらすぐに駆けつけられるようにしている。

### 旧奥羽軍
以蔵（いぞう）（ハスキーとマラミュートの雑種）
元陸奥の四天王の一人、如月の長男。父譲りの勇猛さと知謀を合わせ持つ義侠心に厚い性格。弟に周作（しゅうさく）、晋作（しんさく）、一生（かずき）、美羽（みう）、伝七（でんしち）、三郎（さぶろう）らを持つ。青森県付近を所領していたため、二子峠の火山爆発の被害はほとんど受けなかった。
遭難していたベラの救出の際に、黒脛巾一党と遭遇。その後、地元にいったん帰還した際、父・如月や妻子を含めた血族を黒脛巾組に皆殺しにされたことを死ぬ間際だった息子の口から知り、兄弟たちと共に黒脛巾組が陣取る奥羽に乗り込むことを決意する。
この際、同行を希望したオリオンに命の温かさを伝え、奥羽軍戦士の在るべき姿と奥羽軍総大将の役目を説いた。オリオンを巻き込むまいと、オリオンを平造とタイソンに託し決死の潜入を試みる。無事潜入成功後は、父の仇・正重と交戦するも劣勢に陥り、予想外のオリオンの乱入もあって撤退を余儀なくされる。知略（雪崩）によって辛くも窮地を脱したものの、これにより晋作、一生は命を落としてしまった。
その後、周作たちは平造の故郷である福島県の群れを護るために残留。以蔵自身は「栃木のジャック」こと哲心と合流し、オリオンの鍛錬のために甲賀へと同行する。
サスケ（佐助）（柴犬）
前作1話より登場し、ウィードとは一番付き合いの長い柴犬の奥羽の戦士。被災時にはウィードの子供らや誠共々、奥羽から離れていたため難を逃れている。オリオンを除くウィードの子供たちを保護していたが、彼らが独断で別行動を取ってしまい離れ離れに。白申らと遭遇後はベラを安全地帯へと匿い、哲心との合流後は道案内役としてオリオンと共に甲賀に向かう。体格が小さく何よりも「豆柴」呼ばわりされるのが嫌いだが、戦いが不得手なので戦闘になると逆にそれを持ち出し、子犬と偽って見逃してもらおうとする一面もある（しかし、相手からは「嘘つけ豆柴」と一蹴された）。
なお、前作での名前は「佐助」と漢字表記だったが、今作ではカタカナ表記になっている。
哲心（てっしん）（甲賀忍犬）
甲賀忍犬統帥であった黒邪鬼の血を引く奥羽軍戦士。二子峠の災害に巻き込まれたものの、経緯は不明であるが無事生還を果たしていた。
その後は「栃木のジャック」を名乗り、黒脛巾組に対抗するための戦力を集めていた（しかし、全国にネットワークを持つ政宗には、その正体が奥羽軍の幹部で甲賀忍犬黒邪鬼の子である哲心だと把握されていた）。「絶・天狼抜刀牙」の魅力にとりつかれ、集めた若犬10頭前後に伝授をし「抜刀牙隊」を結成する。（しかし自身も含め、回転しつつ相手にダメージを与えることは出来ても、受身が上手く取れなかったりとパーフェクトには至っていない）それでもこの抜刀牙隊は、正重戦・カマキリ戦で大きな成果を発揮する。
オリオンと合流後は、オリオンの熊犬としての素質を見抜き、鍛錬のために自分の養父である甲賀の長老の元へと送ることに。なお、部下の甲賀忍犬は甲賀に帰郷していたが、オリオンらが来る１年前から奇襲しに来たマテウスらに追い出されており、滝に飛び込んで逃げた際に死者(左武)も出ている。
自身は政宗暗殺を目論み、白申、三郎を始めとした仲間をオリオンに続けて甲賀の里へ向かわせ、単身で抜刀牙での一撃必殺を狙うが、政宗の首元に巻いた布がクッションとなり、重傷を負わせるも致命傷には至らず失敗する。逃走も出来ずあっけなく捕まり、死を覚悟したその時、突如現れた雲斎により救出された。その後は一度離別した白申、三郎達と合流し、甲賀へと向かう。
大将格の銀やウィードが不在の間は奥羽軍を実質的に指揮していた。
甲賀忍犬の長老
甲賀牙忍(忍犬)の長老。過去に黒邪鬼を追ったときに負ったケロイド状の火傷痕が全身にあるのが特徴。
マテウス軍によって住処を追われたが、生存している。生き残りの奥羽軍を山彦の援軍として四国に向かわせ、自身は単独で挑みボンを捕えた。奥羽軍の本拠地を伊賀の赤目山にしようと提案し、東北から来る黒脛巾組の援軍を叩くための策戦を立てたのも彼である。
年齢を全く感じさせない運動量を誇り、知略面でも奥羽軍を支えている。
敏光（としみつ）・月影（つきかげ)
甲賀牙忍(忍犬)の精鋭。口調の違いや身体的特徴がないために、両者の判別は困難。樹木に飛び乗り、幹の上を鳥のように跳躍して移動が可能なことから、コンビで主に偵察・追跡を担当している。戦闘能力も高く、戦いでは最前線にもいる。また、口笛や舌打ちのような音で意思疎通をする「犬笛」を使いこなし、相手に悟られずに長距離間で会話をこなせる。なお、この犬笛は、哲心、甲賀忍犬長老も使いこなせる上、甲賀の里で修行を受けた者なら忍犬でなくても会得できる（前作ロシア軍用犬(北海道)編参照）。
義理に厚く、天下軍・玄内によって枝に串刺しにされた軒猿・謙信の姿を見かねて枝から下ろして政宗の本陣近くまで運んだり、政宗によって部下（四郎）を人質にされた玄内の特攻を手助けしたりもしている。
小鉄(こてつ)（紀州犬）
ウィードの妻、小雪の弟でオリオンらの叔父に当たる幼犬。前作で旧法玄軍（カマキリ隊）の部下に尻尾を噛み千切られている。
劇中では長らく生死不明の状況が続いていたが、旧奥羽軍の捜索中に黒脛巾組に拘束され、幼犬養成所にて兵力化活動に利用されていた。そんな中、黒脛巾組の刺客に追われるリゲルと偶然再会し、救出するという形で再登場。幼犬養成所は正重によって解放、小雪とウィードとも再会し、旧奥羽軍の生存を報告した。
災害により崩壊し始めた二子峠脱出の際に負ったと見られる右目の傷など全身の火傷痕が特徴的。全くの子供であった前作と比べ体格、精神面が大きく成長している。
ウィード（秋田犬と紀州犬の雑種）
前作の主人公。オリオン、シリウス、リゲル、ベラの父で奥羽軍三代目の総大将。前述通りメル、狂四郎と共に双子峠を脱出を試みる。子供たちを追って群れを離れた小雪を救うために左前脚を骨折する重傷を負うが、小雪の飼い主の元で傷を癒やし、政宗軍との決戦に臨む。
リゲル、小鉄との再会により自らの父である銀と仲間達が生きていることを知り、涙ながらに「奥羽軍は必ず再興する！」と、誓いを立てる。
その後は完全に復帰し政宗軍と戦うが、山彦やボンの助命嘆願を聞き入れ見逃す考えに至った。しかし自身の主義(本犬としては奥羽軍の精神らしい)に従わず、今後の危険や遺族の思いを考え政宗を殺そうとするオリオンに対し、一切話を聞かず追放を宣告するなど、非情で非合理な側面がある。復帰し仲間達と合流したのは終盤にかけてからであり、黒脛巾による惨状をほとんど知らないも同然。
小雪（こゆき）（紀州犬）
前作でトラバサミに挟まれたところをウィードに助けてもらい、以降彼と結ばれる。オリオン、シリウス、リゲル、ベラの母。
火山爆発の際、外出していた子供たちの捜索中に土砂崩れに巻き込まれ、下半身が埋もれて身動きが取れなくなる。悲鳴を聞いたウィードと狂四郎に救出され、幸いにも軽傷で済んだ。救出された直後に再び噴火が起き、一緒にいたウィード、狂四郎、メルともども川の下流に流されたものの、軽傷だったことから飼い主に助けを求めに行く。現在は飼い主宅でウィードと共に過ごす。家の柵越しではあるが、リゲル、そして後からは銀やシリウスとオリオンとも再会している。ウィードが完治し飛び出したときは、安全のために命じられたか後を追わなかった。ベラとは異なりそれ以降は登場しない。
銀（ぎん）（秋田犬）
前々作主人公。ウィードと誠の父で奥羽軍二代目の総大将。オリオンたち4兄妹の祖父。火山爆発から避難した後しばらく消息は不明であったが、火山ガスにより気絶していた最中に陣ェ門に救出され、彼によって小屋に閉じ込められ生き長らえていたことが判明。孫のリゲルと再会を果たすも当時は病床にいた。その後はリゲルたちが連れてきた大輔と秀俊の助けにより小屋から出る。年老いても戦線に立ち、濁流のなかでも政宗と互角の戦いを見せた。重要な判断に関しては自身は隠居の身だからと息子（ウィード）にすべて託している。
誠（ジョー）（秋田犬と紀州犬の雑種）
銀の次男でウィードの兄。サワガニ捕りに出かけたオリオンら4匹の子供達の監視役として佐助と共に同行。その際に楽園壊滅の噴火に見舞われる。シリウス達3匹を佐助に任せ、一匹別行動を取ったオリオンの救出に向かう。オリオンと深い崖下に転落してしまうが、活路を見出すため地下水脈の危険な濁流にオリオンを連れて自ら飛び込み、オリオンの命を救った。その後の生死は不明。息子に幸四郎がいるが、災害以降の安否は不明のままである。
黒虎（くろとら）（甲斐犬）
魔犬甲斐の3兄弟の最後の生き残り。影虎3兄弟の父。火山爆発によって奥羽の楽園を追われ、銀の群れで避難し生存した。しかし、現在は人間によって群れの連中と共に小屋に隔離されながらも生存していたことが判明した。その間は銀が病床のため、群れの指揮は彼がとっていた。彼自身20歳前後の高齢であり、銀よりも3歳ほど年長である。檻から出た後は楽園に戻り、キンたちやリゲルにキジの取り方を教える。年老いて持久力に欠けるものの、戦闘では前線に立ち活躍する。短気ではあるが群れの安全を銀やウィードより合理的に考えており、裏切る可能性がある者は害を及ぼす前に始末しようと考えている。
赤目（あかめ）（紀州犬）
元伊賀忍犬の頭で、後に銀世代の総大将の参謀となった戦士。犬としては前々作の時点で既に成犬だったので相当な高齢のはずなのだが、その能力は老いてなお衰えを見せない。全奥羽軍の生き残る可能性を広げるため避難経路を2手に分け、銀とは別れる。その後、銀の群れと合流していたらしく、彼らとともに人間の小屋に閉じ込められていた。
クロス　(サルーキー)
奥羽軍創設時のメンバーであり、かつて唯一「漢」と認められた雌犬。ベンの妻であり剣・譲二・ミニーの母。
ジェロム（ジャーマン・シェパード・ドッグ）
ウィード世代の総大将の参謀となった戦士、元殺し屋。自分の子供の一匹を連れ赤目と同じ経路で避難中、一時躊躇し妻・リディアや他の子供達の離別に取り乱したが赤目に諭される。現在は赤目や銀と同じ小屋に閉じ込められているが、逃避行の中で子供たちは二匹を残して死亡してしまった。
リディア（ジャーマン・シェパード・ドッグ）
元ロシア軍用犬で現在はジェロムの妻。銀と同じ経路で自分の子供を一匹連れ避難。家族の離別の決断に関してはジェロムよりは早い決断を見せている。母親になってからも気の強さは顕在のようである。現在は夫ジェロムとともに小屋に閉じ込められている。生存した子供が二匹だけだったことを考えると、親たちが連れた子供のみが助かった模様。
ヒロ(グレートピレニーズ)
自称「玉取りのヒロ」。未だに妻の麗華には頭が上がらない様子である。父の仇であるカマキリの息子たちを見ても憎む描写はない。災害により子供が1匹死亡した。
白銀 狂四郎（しろがね きょうしろう）（紀州犬）
元は滋賀の不良少年犬グループの大将。災害時、ウィードと共に、木に挟まれたメルを助けた後、無事に生還するも川の下流に流される。その後、小雪の働きかけで秋田に住む彼女の飼い主（伸明）が保護をし、メルと共に彼の弟（匡男）の下へ預けられる。リゲルと小鉄との再会により、旧奥羽軍の多くが生存していることを知る。しかし、一時的とはいえ飼い犬になっても無茶っぷりは健在で、3度も骨折をしていてメルに呆れられたり、政宗に変装して待機しているマテウスらに石つぶてを喰らわせてウィードに呆れられた。その後はウィードより先にメルと共に奥羽軍と合流した。
メル（ゴールデン・レトリーバー）
かつては飼い犬だったが、山に捨てられ野犬一味のパシリとなっていた所をウィードに助けられる。災害時に木の下敷きになり、噴火の火が近づく中、ウィードと狂四郎により救出される。2頭と共に川の下流に流された所で、小雪の飼い主（伸明）に助けられ、狂四郎と共に戦線に復帰。
如月（きさらぎ）（シベリアンハスキー）
かつてリキ、銀の元で奥羽軍として名を馳せた「陸奥の四天王」の最後の生き残り。黒脛巾組の正重一党に無念にも惨殺された。

### カマキリ軍
カマキリの息子達（アイリッシュ・ウルフハウンドの雑種）
前作に登場した法玄軍の幹部、カマキリの子。カマキリ軍が奥羽軍と敵対し始めた最中に生まれたらしい。総勢３匹で皆、父であるカマキリによく似た容姿だが、毛色が異なる点で判別は容易である。なお、彼らによると、前作で最終的に生死不明のまま物語から姿を消したカマキリはすでに死亡しているとのこと。また、３兄弟の母が息子たちが成長するのを見届けてからカマキリ軍を去ったというエピソードやカマキリがかつて側近を殺害したというエピソードも描かれている。
楽園崩壊に乗じて、黒脛巾の名を利用し戦力を募り奥羽を狙っていたが、本物の黒脛巾組が制圧に乗り出したためにシリウスを連れて奥羽を放棄。広島県に戻って部下の訓練を行う中でシリウスを兵士として育て上げ、四国侵攻を実施する。しかし、奥羽軍と山彦の合同軍に圧倒されて軍団は崩壊。シリウスの必死の説得により一命を取りとめ、命からがら四国の地を後にした。その後は奥羽軍、山彦軍と合流し、伊賀の赤目山を本拠地としている。
政宗軍との決戦の後、ベラを連れてきた実母とその一家と再会。母との再会に互いに涙を流し喜び合っていた。
赤カマ(赤カマキリ)
長男。カマキリ軍の実質的なボス。単に「カマキリ」「ボス」と呼ばれる場合には彼を指す場合も多い。兄弟の中でも最も父カマキリに似ており、一際血の気が強く、仲間である部下や弟にも容赦のない乱暴な態度で接している。一方で弟思いな一面も合わせ持っている。奥羽軍を長らく親父の敵として憎しみを抱いていた。シリウスの手柄に評価もする反面、何よりも怒りの感情が優先され、その際は道理、理屈、かつての手柄も関係なく痛めつける。その様は父のカマキリに酷似しているらしい。政宗からの使者を殺したことなどによる群れの危機的状況を目の前にしても自己の感情を優先させる姿に兄弟、及び彼を慕うはずのシリウスを含む部下達から見限られ、袂を分かつこととなったが、道中の雲斎の説法もあり、放浪の末に行方不明の母の再会を経て改心を自覚、最終的には総大将とも言葉を交わし和解、奥羽軍に入っている。後に自身を助けてくれたオリオンに感謝の涙を流すなど完全に改心したようである。
カマ次郎
次男。三兄弟の中ではもっとも良心を持ち、群れ全体の必要を考えることができる冷静さを持つ。兄の行きすぎた暴行に歯止めを利かせるといった面も。シリウスの才覚をいち早く認め、一目置いている。山彦戦で重症を負い、同じく抜刀牙を受けた政宗同様後遺症に悩まされながらも兄の暴走を止めようとし、群れのため、三兄弟のために奮起するシリウスに感謝の涙を流す。シリウスの仲介で奥羽軍に合流する途中に「あいつはいい奴だったと言われたい」と兄に優しさを示すよう最後に諭し力尽きる。その言葉の通り、群れの大半が涙を流してその死を悼んだ。
黒カマ
三男。次男同様母親の気質を多く受け継いでいる。本来の穏やかな一面はシリウスとの関わりの中で芽生えていき、シリウスが赤カマの逆鱗に触れた時には身体を張って庇うことが多い。また兄のカマ次郎が重症化した後は、兄に代わって群全体とシリウスを思いやる言動が目立っていく。政宗の台頭を前に、怒りに任せた赤カマの言動に見切りをつけ、奥羽軍へと群れを導くことになった。後に黒脛巾の援軍戦や決戦で活躍する。
英二・重樹 (えいじ・しげき)
カマキリ軍の構成員。山彦軍に加勢しようと四国に訪れたオリオンたちに紛れこみ、山彦軍の偵察をした。しかし、小十郎に見破られ英二は逃走、重樹は捕らえられる。次回作では登場しているため、生かされたと推測。

### 山彦軍
小十郎（こじゅうろう）
事実上の黒脛巾組の統率者で、山彦の指南役で養父とも言える存在。山彦が生まれる前までは政宗の指南役も行っていた。四国で幼い山彦を育成していたが、前述通り山彦を連れて護衛と共に故郷に舞い戻った際、懇意の間柄であった喜兵衛から情報をもらい受け、変貌した黒脛巾組の実態を知る。その後は山彦と共に四国へと戻った。
四国侵略を目論んだカマキリ戦では、当初は「奥羽軍に迷惑をかけられない」と言う理由で独断で自身の命を代償に全面降伏を試みるも、山彦が拒否。最終的に全面戦争と発展するが、彼と哲心の策戦でカマキリ軍を圧倒し、勝利する。
その後、二子峠での決戦前に山彦の命を奪わないことを条件に政宗と取り引きし、奥羽軍を裏切ることを示唆するが、事前に裏切りを怪しんでいた銀達からの密偵、月影により、取り引きが露呈、銀たちに危険視され山彦と共に奥羽軍から退去しろと命じられ去った。
山彦が単独で奥羽軍に戻った後、行き場をなくした部下たちを奥羽軍に加えることを懇願し、言葉の真実を証明するため単騎で政宗に挑み、壮絶な最期を遂げた。その最期は一族の生存に固執していた謙信の心を動かすこととなる。
亜門（あもん）・タカシ
小十郎の部下であり山彦の側近。
カケル・ハヤト
山彦軍の伝令係。2匹と共に赤カマキリ軍の動きをマテウスたちに報告した後、言い争いのなかで黒脛巾の唯一の後継者は山彦であるとのカケルの発言に憤慨したマテウスたちによって殺されかける。しかし直後に哲心たち甲賀忍犬の助けにより命拾いをした。

### 真田忍犬軍(真田十牙忍)
信濃国（長野県）付近を根城とし中立を保ち黒脛巾組に対しても静観していた忍犬衆。他民族や他軍団には不介入の慣わしがある。歴史において真田幸村との関係は今のところ語られてはいない。飼い犬にも慕われており、緊急時には民兵として彼らも起用される。
真田 入道雲斎（さなだ にゅうどううんさい）
真田忍犬軍の長。仁義に厚い巨体の老犬。奥羽軍の先々代の総大将・リキから援軍を頼まれたが断った経緯を持つ。一族や飼い犬からは「お館様」と呼ばれ慕われている。巨体に似合わぬ敏捷さを持ち、黒脛巾組の手下を一蹴する実力の持ち主でもある。
哲心が捕らえられた際、ツバクロとカワセミの二頭のみを率いて救出に成功している。
大きな体格ゆえのパワー、敏捷さ、説得力のある説法など、乱世の中で中立の立場を取ってはいるものの全ての面において抜きん出た存在である。その生き様に惚れた者たちが彼の元を訪れることが多い。
後にオリオンの実力を認め、オリオンから「うんこじじい」と呼ばれて自らそう名乗るほどオリオンにほれ込む。一族の戒律を固く守っていたが、天馬がマテウスらによって重傷を負わされたこと、また天下の「政宗を討て」との命により戒律をなくし、奥羽決戦の際には真田忍軍を率いて援軍として駆けつけた。
かつてベンから飼い主に見捨てられたクロスを一時預かったことがあり、その時にクロスに想いを寄せていたが、クロスがベンに想いを寄せていることに気づいて身を引いている。
真田十牙忍衆
カワセミ
十牙忍衆の一匹。顎下に白い髭があるのが特徴。黒脛巾組の使者としてやって来た黒切丸たちと接触し応対した。しかし身重の雌熊を腹の子と共に無慈悲に殺した黒切丸たちを「外道」呼ばわりし、交渉は決裂。黒脛巾組と構える姿勢を見せた。水中戦も得意であり、黒切丸兄弟を惑わせた。雲斎のもとに最初に参入した1匹であり、若き頃のクロスと雲斎を知る。
ツバクロ
十牙忍衆の一匹。「燕（つばめ）」表記になることもある。
天馬（てんま）
ツバクロ・カワセミと同様、十牙忍衆の一匹。偵察と奥羽軍への伝令の任務のために、雲斎の命で天馬と共に黒脛巾の本隊（政宗軍）に潜入する。正体が露呈した後は逃走を図るも、追手のマテウスらに殺されかけ、自ら心臓の鼓動を止め仮死状態になり敵を油断させる「極楽見物」という術を使った。しかしこの術は自分で組成することが出来ないため他のものの力を借りて十分以内に蘇生しなければならず、寸でのところで雲斎に蘇生された。
瀬津魔（せつま）
十牙忍衆の一匹。猪による攻撃を受け、動けなかったところを偶然通りかかったオリオンたちに助けられる。
紫苑(しおん)、黒喜(くろき)
十牙忍衆の一匹。任務のために雲斎の命で天馬と共に黒脛巾の本隊（政宗軍）に潜入する。天馬を逃がすために奮戦したが、加勢として現れた政宗により2匹とも惨殺された。
小六（ころく）
十牙忍衆に使える犬。

### 黒脛巾組（くろはばきぐみ）
奥羽軍団の壊滅を確証し、全国制覇に乗り出した宮城の忍犬集団。その昔伊達政宗に仕えたと言われている。正規の者なら雑兵の戦力ですら奥羽戦士の幹部クラスに匹敵する。正当血統種は虎犬の中型犬。
天下統一達成のため、黒脛巾の故郷を離れ、東北から西へと進軍。途中で出会う野犬達は強引に取り込まれたり、小規模の群れでは太刀打ち出来ないと判断し、仕方がなく加わるものもいる。そのため、数では奥羽軍を圧倒しているが、一致団結・一枚岩ではない状況でもある。
黒脛巾 政宗（くろはばき まさむね）
黒脛巾組の大殿・輝宗の長男。生まれつき顔面右部に大きな傷跡があり、隻眼である。また、人間のショートヘアのようなたてがみを持ち、それらを常にマフラー状の布(襟巻)で隠している。襟巻は飼い主である陣ェ門からもらった物。
この生まれつきの容姿のせいで、父であり頭領の輝宗から嫌われ、黒脛巾組の後継者になれなかったと思い込んでいる（本当は輝宗が「政宗には邪心がある」として後を継がせなかったが、邪心に関係する経緯は不明）。
野心家で奥羽軍にとって代わろうと決起したのも彼の差し金である。戦闘力も相当なもので、自分に無礼な言葉を浴びせた一匹の犬の首を一瞬にして落としている。また頭部に巻いた布(襟巻)を自在に操って敵を締め上げるなどのトリッキーな技も使う。
オリオンに過去の自分の姿を覚え、興味を持ち一戦交えるも、圧倒的な力量の違いを見せつけている。
最後はかつての法玄らと同様に部下を省みない姿勢が仇となり、部隊は離散。追い詰められてオリオンの抜刀牙で重傷を負うも、ウィードに命を救われるが、自ら腹を噛み裂いて自害した。
正重（まさしげ）（秋田犬の雑種）
元政宗の側近で、十本指に入る実力をもつ重臣。陸奥に居る以蔵たちの父・如月や母、そして以蔵の妻、周作の妻、子供までも皆殺しにした。命令とは言え「嫌な役だ」と言っていた処をみると罪悪感は持っているようであった。何かと傲慢な政宗に対しては苦労している。
以蔵の雪崩作戦で部下を失いながらも生き残ったが、帰還後に敗走行為を政宗に咎められ、部隊長に降格させられた挙句に敗戦覚悟で奥羽軍にぶつけられる。幾度も失敗したとはいえ自分を貶した政宗を罠に嵌め、哲心の抜刀牙により重症を負わせる。その後は雲斎（下記参照）に説法を説かれ、罪を背負いながら人（犬）のために生きることを誓った。
雲斎の元を離れた後は、奥羽に戻り黒切丸三兄弟（三ツ子）に「政宗の命（実は虚言）」として、「自分は怪我のために幼犬育成係になった。代わりに西へ向かう政宗本隊へ行け」と、黒切丸三兄弟を奥羽から離して西へ向かわせる。まずは幼犬を解放、そして旧奥羽軍を檻から解放するためにリゲル、小鉄と共に奔走する。しかし、虚言は政宗によってすぐに見破られ、Uターンして奥羽に戻って来た黒切丸三兄弟によって斬殺される。死の間際、「もし生まれ変われるなら今度は奥羽軍と共に…」との思いを残し、散った。殺人マシーンとして生きてきた正重だったが、最期は雲斎の「悪に対し不退転の決意を持ち、不惜身命の覚悟で善を尽くせ」の言葉を貫き通した。
喜兵衛（きへえ）
政宗の傘下の者であるが、小十郎とは懇意の仲であったために、政宗の画策で四国から故郷に戻ってきた彼らに危機的状況を知らせる。その後、政宗の元から抜け出したところでオリオン達と伊賀の滝で偶然出会い、一緒に山彦達のいる四国へと向かう。四国到着後、山彦らに輝宗の死を報告する。その後は奥羽軍と共に行動したが、後に小十郎と奥羽軍に牙をむいた演技を行い、奥羽軍には戻らなかった。政宗と通じていたと小十郎から語られるが、真相は不明。
黒切丸（くろきりまる）・旋毛（つむじ）・咬切（こうせつ）（甲斐犬の雑種）
黒脛巾組の忍犬軍の従臣の３兄弟。目の周囲が黒くブチ柄があるのが黒切丸、黒切丸に似ているがブチ柄がないのが咬切（熊を襲うのが得意）、ハスキーの如月のような柄が旋毛。東北訛りが強く、兄弟揃って短気。また、３匹とも残虐な性格であり、戦闘不能の味方を「どうして最後まで戦わない」と叱責し殺している。
真田忍軍を吸収するため、使者として接触したが、交渉は決裂（真田忍犬軍の欄参照）。その罰として、政宗の命で兄弟揃って一線を離脱させられ、奥羽の幼犬養成所（戦闘員兵士のための訓練所）の隊長となる。本人たちは至って好戦的であるため、幼犬の面倒を見るのは退屈で一線に復帰したい様子であったそんな折、突如正重が現れ、養成所の隊長と政宗軍の本隊合流を交代するよう告げられる。退屈だった三兄弟は喜び政宗の本隊へ向かう。しかし、それは政宗への復讐を誓った正重の虚言だった。天下軍のいる泰山で本隊と合流した所で政宗から虚言であることを知らされ、正重の抹殺を命じられ、即Uターンをする（泰山で毒ガスの秘密を暴いたのはこの三兄弟である。「青森の恐山と同じ臭い」と言っていた）。
政宗からは「三ツ子」と、呼ばれているが、政宗以外の者がその名で呼ぶとやたらと怒る。政宗軍への援軍を連れていく最中、オリオン達と戦闘になり、小十郎の説得のほか、戦闘や豪雨により決壊した山津波に巻き込まれ、咬切を除く兄弟と大半の部下が死亡した。
月花・鉄・漆黒(げっか・くろがね・しっこく) (甲斐犬)
黒脛巾組の構成員。山彦や小十郎、輝宗を追っていたが後に宮城の一部の関所を守っていた。黒脛巾組のなかでも腕の立つ上忍であったが、リゲルや小鉄を守ろうと駆け付けた正重に全員始末された。
連次 (れんじ)
黒脛巾組の構成員。家族の仇を討とうと楽園の頂上に進んできた以蔵に攻撃をしかけるも、全く歯が立たなかった。
ヤス・正太(しょうた)
政宗軍の構成員。赤カマキリたちに黒脛巾組の参入を呼びかけに使者として訪れるが、虫の居所が悪い赤カマキリによって2匹とも殺される。

マテウス隊
マテウス（ホワイト・シェパード）
政宗の重臣。ホワイト・ウルフの異名を持つ白いシェパード。甲賀の長老の住処を占拠して根城としている。以蔵と互角の戦いを繰り広げたほか、水中では彼らの3倍以上の速度で移動することが可能なほど、高い戦闘能力を有している。当初、シェパードではないものの高い戦闘力をもつ甲賀の長老らを仲間にしようとしたが、失敗している。現在は甲賀を後にし、西へ向かう政宗の本隊の最前線にいる。
息子のボンに関しては、甘やかしてワガママし放題に育てていたが、彼が外から友達を連れてくると「食糧を盗んだ」などと何かと言いがかりをつけて殺してしまっていた（それも一度ではないらしい)。甲賀忍犬長老に誘拐された際、そのまま奥羽軍に連れ去られて殺されたと思っている。
奥羽軍との決戦で重傷を負い、一度は「政宗とは何の関係もない」と言い逃れようとしたが雲斎に見破られ、最終的には諦めをもって覚悟し自身の命を代償にボンと部下らの助命を願い自害しようとしたが、改心を察した雲斎により助かる。ウィードから奥羽に留まれとの誘いを断り部下と共に去る。その最中にこれからは奥羽軍に協力する決意を示した。
ブランカ（ホワイト・シェパード）
マテウスの弟。マテウス軍の実質上のNO.2である。マテウスがボンを甘やかすことを批判的に見ているが、彼なりに心配もしていた様子。オリオンの抜刀牙を頭に食らい、倒される。
政宗が西へ進軍する際、抜刀牙で受けた大怪我のために隊には同行せずに一人甲賀の里に残る。その留守番の際、里に戻って来たボンから奥羽軍が東北からの黒脛巾援軍を叩こうとしている策戦を知り（ボンには他意はなく「奥羽軍は良い所だから叔父さんも一緒に入ろう」と、話した過程で策戦のことも話してしまった）、本隊へと伝えるために西へと向かう。しかし、事実を知った奥羽軍はオリオン、敏光、月影が追走。叔父の身を案じ、また途中でボンも追走に合流する。
ブランカはその追走から逃れる際に頭の怪我が悪化、動けなくなった所に通りかかった母子犬の仔を人質にし、母親に伝令役を勤めさせる。母親は急ぎ西へ走るが、偶然出くわした玄内とその部下に助けを求め、玄内が仔を救出しブランカとの戦いに挑む。既に怪我の悪化で戦闘不能状態だったブランカは玄内を投げ飛ばそうとするも力尽き、玄内の下敷きになって敗れる。最期はボンの将来を案じ、彼に「マテウスの元へ戻れば必ず殺される。だからこのまま奥羽軍へついて行け」と、伝えてこの世を去った。
トリガー（ジャーマン・シェパード・ドッグ）
マテウスの部下で伊賀の統治を任されていた。支配欲の強い性格で政宗への帰順を快く思わず、政宗をチビ助と見下していた。政宗が哲心の抜刀牙で受けた傷を治すために甲賀の秘湯へ湯治に訪れた際、隙をみて暗殺しようとするも政宗の反撃を受けあっけなく命を落とした。マテウスによると元々は人間に飼われており、家族などの縁者はいなかったという。
グリム (ジャーマン・シェパード・ドッグ)
マテウスの部下。見張り役をしていた最中に眠ってしまい、マテウスに叱責される。
ゲン (ジャーマン・シェパード・ドッグ)
マテウスの部下。敗走途中に生殺しで帰した奥羽軍に苦言を口にしたとき、マテウスから群れから出ていくように言われる。

軒猿衆（のきざるしゅう）
新潟県付近を根城とする忍犬の勢力。当初は黒脛巾組の脅し付けにも屈することはなかったものの、完全な一枚岩とも言い難く、若頭の離反を招く。その後、黒脛巾組に加担するもその経緯は長らく不明だったが、謙信が「自分の保身ではなく、部下とその家族の命を永らえるために政宗についた」と、部下に語っていたことが判明する。
謙信（けんしん）
軒猿の頭領。政宗自ら赴いての招聘を丁寧にながらも毅然と拒否。しかし、最終的に政宗に帰順し栃木のジャック討伐隊に参加している。雲斎とは面識がある。玄内（下記参照）と戦うも敗れ、体を木の枝に貫通させられる重傷を負う。敏光と月影に救出され一命は取り留めたものの傷は深く、一線を離脱し、しばらくの間甲賀の湯治場で傷を癒した。復帰後は政宗の伝言（山彦を差し出せ、さもなくば女子供も皆殺しにする）を携え四国へ渡るが、既に山彦らは四国を引き払った後だと知る。その後は偵察の役目を担い長らく奥羽軍を監視していたが、小十郎の死を見て心を決め、奥羽軍に加勢した。裏切者と知った政宗により一時意識不明の重傷を負ったが生存しており、部下に担がれながらも奥羽を去った。
若頭(わかがしら)
軒猿の構成員だが、黒脛巾組につこうとする。しかし政宗から忠義に欠けた態度をもつ不要の者として見限られ、殺された。
進之助(しんのすけ)
軒猿の一員。黒切丸三兄弟を政宗のもとへ案内した。
広光・目白・冬鬼(ひろみつ・めじろ・ふゆき)
軒猿の一員。

### 天下軍
泰山付近を縄張りとする勢力で、甲賀の長老の語るところによると天下軍は元々は朝廷直轄の牙忍集団でわずか数匹で1千人の人間を一瞬で倒したという伝説があるという。泰山とは死の山を意味し、辺り一帯には硫化水素などの有毒ガスが発生しており、草木が1本も自生していない。
天下（てんか）
天下軍頭領。昔よりこの天下一族は皇帝として崇め奉られていた。そのため、自身を「帝（みかど）」、「朝廷」と、名乗っている。どんなに権力を持った犬でも、彼が認めなければ天下人とは言えないとされている。
睨みつけるだけで飛ぶ鳥を落とすほどの凄まじい気迫を持ち、犬に対しては催眠術をかけることも可能。非常に顔が濃い。（しかし、その目つきを真田十牙忍衆には「目つきの悪い薄気味悪い奴」と、言われている）一人称は「余」。
今までは泰山を武器にして戦って来たらしく、政宗に秘密（有毒ガス）が見破られた際には逃走している。そのため、天下自身の戦力がどれほどのものなのかは不明。 後に信濃国に渡り真田十牙忍の拠点に家臣諸共居候することになる。
小笠原 玄内（おがさわら げんない）
天下の腹心で、部下からは「班長」と呼ばれている。巨体な上に被毛は謙信の牙を受けても傷を受けないほど分厚く、硬い。
生まれて間もない頃に人間によって、兄弟と共に麻袋の中に入れられて日本海へ捨てられる。天下が偶然それを見つけて救い上げるも、玄内を除く兄弟は全て死亡していた。唯一生き残った玄内を育てたのが天下であり、玄内にとって天下は親であり神でもある。しかし、政宗打倒後に現れた天下の時代錯誤で不遜な物言いから天下を見限って罵倒し、決別した。
剛・実・一人(つよし・みのる・かずと)
玄内の部下。玄内が天下から離反しても玄内と共に居る。
四郎(しろう)
天下軍の一員。政宗軍の動きを見ていたが、すぐにとらえられ拷問にかけられる。その後は玄内達に救出され、甲賀の秘湯にいた天下達に託される。それ以降は生死不明。

### その他
鼻白 慎吉(はなじろ しんきち)
奥羽軍崩壊に乗じて縄張りを拡げようとした群れのリーダーで、奥羽軍と関係のある平造の家族を襲撃。しかし、オリオンの介入で失敗に終わり、群れは離散。本犬も川でオリオンとの揉み合いになり木に頭を挟め、溺死する。
長老（ちょうろう）
平造、タイソンらの属する群れの長。銀の父であるリキの世代から奥羽軍に関わっており、オリオンを一目でリキの子孫と見抜いている。単独で旅立っていったオリオンのあまりの幼さを危惧、護衛役を募り、平造、タイソンをオリオンの元に向かわせる。その後は黒脛巾組の侵略に遭い、他の2匹と共に抵抗し命を落とした。
長州の秀秋（ひであき）
カマキリのナワバリにほど近い、長州を拠点とする野犬の群れのボス。政宗軍、天下軍両者から援軍を求められ「戦況に有利な方につく」と、腹黒い一面を見せる。（この態度にはカマキリすらも呆れていた）最初に出会ったのが政宗軍だったため、彼らについて行ったが、泰山での天下軍との戦いの際、どっちつかずの態度を政宗に見破られ首を一撃で切り落とされる。部下も全員殺された。
黒脛巾 輝宗（くろはばき てるむね）
政宗と山彦の父で元、黒脛巾組の頭領。奥羽軍が崩壊したあかつきには、「黒脛巾組が天下統一をなす、それが長年の悲願だ」と、語っていたが、その考えは古いと改め誰が天下を取るかではなく犬社会が平和になることを強く望むようになっていたようである。
幼き日の政宗に非情な試練を強いるが、結果として見限り政宗に邪心ありと見て、次男の山彦を次期後継者に任命。結果、政宗によって追放されてしまう。
出会いの経緯は不明だが、リゲルと逃亡生活を送りつつ、リゲルに訓練を施し、黒脛巾牙忍術である忍牙刀を習得させた。幼犬を黒脛巾組の兵力として育てようと企む黒脛巾組の刺客(黒切丸兄弟)からリゲルを逃がすための時間稼ぎとして立ちはだかるも、持病の悪化からまともに戦うことも出来ず、刺客の一匹である黒切丸の牙によって止めを刺され死亡する。 後の回想によって奥羽軍が噴火から避難する際に彼らを導いていたことが判明する。
カマキリ兄弟の母
カマキリの妻。粗暴な態度をとり息子たちにも乱暴を働くカマキリに唯一口出しをしていた。その度に虐待を受け、遂には耐え切れず子供たちを置き去りにして失踪した。後に別にできた家族と共に赤カマに再会、また、ベラを連れて楽園を訪れたときは黒カマとも再会している。
一・次郎(いち・じろう)
赤カマキリ兄弟の異父弟。両親を「おのろけ」という程には幸せな家庭であるらしい。
佐吉(さきち)
カマキリ軍のかつての一員。カマキリが最も信頼していたとされる年老いた部下。カマキリの妻に対する暴虐ぶりを見て耐えられず、自身の命を代償に気を鎮めさせようとした。
小夜子(さよこ)
以蔵の妻。如月や周作の妻子とは別の場所に子供たちと住んでいた。奥羽軍殲滅を命じられた正重一党により襲撃を受け、「女は抵抗しなければ殺さない」という正重の言葉に従わず、抵抗し殺された。
晴信・弘志・蔵之助・正美・勝(はるのぶ・ひろし・くらのすけ・まさみ・まさる)
順不同。以蔵と小夜子の子で如月の孫。最初は4匹だったが後に1匹加わっている。生後6ヶ月を過ぎていたために提示された条件に合わず、正重一党により蔵之助を除く4匹が惨殺される。唯一蔵之助は逃走したものの猛吹雪により凍死寸前になり、後から駆け付けた以蔵たちに黒脛巾の仕業だと告げて事絶えた。
正樹(まさき)・正樹の母
政宗軍が進軍している道中で強引に吸収した若犬。1歳にも関わらず母の背に逃げたことをマテウスに叱責される。
涼(りょう)・タカ・他6匹
涼が率いている8匹の群れ。どっちつかずであり、最終的にはどっち側にもつくことなく終わった。
平造の家族
両親、妹の広子(ひろこ)、弟の太一・順八・良直(たいち・じゅんぱち・よしなお)。叔父が別の群れにおり、鼻白慎吉の群れに襲撃されてからはそこに移る。平造の父と弟の順八と良直は襲撃の際に死亡したようである。
芳郎・光男(よしろう・みつお)・その母
ブランカが倒れている道中ですれ違った野犬の母子。ブランカはそのうち一子を人質に政宗軍に伝言を強制的に頼む。玄内たちの介入によりあっさりと破られ、人質が解放されると揃って逃亡した。
タロ
飼い犬。政宗から軒猿衆のもとへの案内を頼まれる。

### 人間
藤原 大輔（ふじわら だいすけ）
前々作の『銀牙 -流れ星 銀-』から登場している、銀の元の飼い主である奥羽軍の良き理解者。現在は20代の成人男性で銀、ウィードも信頼を寄せる人物。ウィードの子供達の名付け親でもある。婚約者もおり、一緒にウィードの家族を可愛がっていた。家は民宿を営んでおり、後を継ぐ予定だったが、火山爆発の災害のために家は崩壊、豪雪のために復旧は春まで行われない予定のため、現在は仮設住宅で暮らしている。そういった状況の中でもオリオン達の安否を常に気にかけている。
関口 秀俊（せきぐち ひでとし）
大輔と同じく『銀牙 -流れ星 銀-』から登場している人物。大輔が少年時代に生活していた村の村長の息子で、現在は医師兼獣医。銀の側近であったジョンの飼い主だったが、ジョンの死は把握していない。前作『銀牙伝説WEED』の終盤で生まれた、ジョンと同じシェパードであるジェロムの子供を「ジョンの子孫」と一瞬ながらも期待。また、ジョンを連れて初めて村を訪れた際に乗って来た車を大事に保管してあることから、ジョンに対して未練を抱いていることが窺えた。大輔同様、奥羽軍に対して理解を示している。火山爆発の災害のため、自宅兼病院は村から町に移転をしている。
ジョンがいない寂しさゆえに、ジョンの故郷であるフィンランドからジョンの兄弟犬の子孫を頼み込んで貰い受ける。
黒脛巾 陣ェ門（くろはばき じんえもん）
黒脛巾政宗と輝宗の飼い主。かつて伊達藩お抱えの忍び集団「黒脛巾組」の十二代目頭領を自称している。昔ながらの陣羽織を着ており、地元では「名物じいさん」と、呼ばれている。
政宗の全国制覇の障害（障害となる奥羽軍の解放を妨げるため）になるために崖から突き落とされた。奇跡的に一命は取り留めたものの複雑骨折と打撲に加え、凍傷により手足の指の大半を切断することに。回復には向かっているが現在も入院中で、外出時は車椅子が必要。ただ、院内での会話を聞く限りでは、世間の「変わり者」と、言った感はなく、いたって普通のじっさま。
実は旧奥羽軍を災害から保護し、檻に入れたのは彼である。どのような経緯で閉じ込めたかは不明だが、政宗に崖から突き落とされる前までは毎日檻に通って餌を与え、ゆくゆくは自分で面倒を見るつもりだった。そのせいか、檻の鍵を何よりも大切な物としている。現在は担当看護師の美子（よしこ）に、給餌の依頼をしている。入院前までは政宗らの食事も与えていたため、相当数の餌が必要となり、年金の大半は餌代で消えてしまうそう。
終盤に退院。飼い主のケジメとして人（自身）を襲った政宗を刺し殺す気でいたが、政宗はすでに自害した後だった。
斉藤 伸明
小雪と小鉄の飼い主。秋田在住。災害で重傷を負ったウィードを助けてもらうために、唯一の方法として家に戻って来た小雪を再び迎え入れている。ウィードに対しても手厚く看護をし、大事に面倒を見ている。保護した犬達は二子峠の犬ではないかと推測している。
大石
秀俊の後輩。秀俊、陣ェ門、大輔をヘリコプターに乗せた。
匡男（ただお）
伸明の弟で獣医。ウィード、小雪と同時に保護をした狂四郎とメルの面倒を見ていて、時々伸明の家へ2匹を連れて遊びに来ている。

## 書誌情報
- 高橋よしひろ 『銀牙伝説WEEDオリオン』 日本文芸社〈ニチブンコミックス〉、全30巻
  1. 2009年11月18日発行、ISBN 978-4-537-12523-8
  2. 2010年1月18日発行、ISBN 978-4-537-12557-3
  3. 2010年3月20日発行、ISBN 978-4-537-12572-6
  4. 2010年5月20日発行、ISBN 978-4-537-12598-6
  5. 2010年7月20日発行、ISBN 978-4-537-12619-8
  6. 2010年9月18日発行、ISBN 978-4-537-12638-9
  7. 2010年11月18日発行、ISBN 978-4-537-12668-6
  8. 2011年1月19日発行、ISBN 978-4-537-12708-9
  9. 2011年3月18日発行、ISBN 978-4-537-12724-9
  10. 2011年5月18日発行、ISBN 978-4-537-12741-6
  11. 2011年7月16日発行、ISBN 978-4-537-12763-8
  12. 2011年9月17日発行、ISBN 978-4-537-12784-3
  13. 2011年10月19日発行、ISBN 978-4-537-12796-6
  14. 2011年11月18日発行、ISBN 978-4-537-12807-9
  15. 2012年1月18日発行、ISBN 978-4-537-12856-7
  16. 2012年3月17日発行、ISBN 978-4-537-12865-9
  17. 2012年5月18日発行、ISBN 978-4-537-12885-7
  18. 2012年7月19日発行、ISBN 978-4-537-12910-6
  19. 2012年9月7日発行、ISBN 978-4-537-12930-4
  20. 2012年11月7日発行、ISBN 978-4-537-12951-9
  21. 2013年1月9日発行、ISBN 978-4-537-12992-2
  22. 2013年3月9日発行、ISBN 978-4-537-13005-8
  23. 2013年5月9日発行、ISBN 978-4-537-13029-4
  24. 2013年7月9日発行、ISBN 978-4-537-13055-3
  25. 2013年9月9日発行、ISBN 978-4-537-13070-6
  26. 2013年11月9日発行、ISBN 978-4-537-13092-8
  27. 2014年1月9日発行、ISBN 978-4-537-13120-8
  28. 2014年3月9日発行、ISBN 978-4-537-13141-3
  29. 2014年5月19日発行、ISBN 978-4-537-13164-2
  30. 2014年7月9日発行、ISBN 978-4-537-13185-7